# Marea zidire
Marea zidire este un film românesc din 1974 regizat de Ion Truică.